# Zомбилэнд (телесериал)
«Zомбилэнд» (англ. Zombieland) — отменённый американский комедийный хоррор-сериал про зомби, основанный на фильме «Добро пожаловать в Zомбилэнд» и являющийся частью одноимённой франшизы.
В мае 2013 года стало известно, что стриминговый сервис Amazon Prime Video отменил сериал после провала пилотного эпизода.

## Сюжет
Действие сериала разворачивается спустя некоторое время после финала событий в фильме «Добро пожаловать в Zомбилэнд». Четверо людей оказываются в эпицентре зомби-апокалипсиса, а потому им приходится научиться защищаться и выживать в этом новом мире зомби и найти место, в котором они смогут по настоящему почувствовать себя в безопасности.

## В ролях

### Главные
- Кирк Уорд — Таллахасси
- Тайлер Росс — Коламбус
- Майара Уолш — Вичита
- Изабела Видович — Литл-Рок
- Тим Бэгли — Эйнсли
- Рэйчел Кэннон — Шейла

### Второстепенные
- Джон Касино — Пи-Поу
- Джойс МакНил — Бабуля
- Энди Дилан — зомби мойщик окон
- Боб Фишер — голодный зомби
- Кендра Фаунтин — Детройт
- Джаннетт Сепва — Регина
- Марк Фичера — мойщик окон
- Аджа Фрари — девушка на высоких каблуках
- Т. Райан Муни — Юджин

## Эпизоды

### Пилотный эпизод(2013)
| № общий | № в сезоне | Название        | Режиссёр   | Автор сценария       | Дата премьеры  |
| --- | ---------- | --------------- | ---------- | -------------------- | -------------- |
| - | -          | «Пилот» «Pilot» | Илай Крэйг | Ретт Риз, Пол Верник | 19 апреля 2013 |
| Сюжет начинается в самом начале зомби-апокалипсиса. Таллахасси и его коллеги обедают в офисе, но внезапно к ним в окно врывается бешеный зомби. Монстр сжирает коллег Таллахасси, в то время как последнему удаётся убить мертвеца. После убийства зомби Таллахасси выходит на улицу и наблюдает за творящимся снаружи хаосом. 2 месяца спустя Таллахасси и его новые спутники — Коламбус, Литл-Рок и Вичита, руководствуясь координатами от таинственной девушки Детройт, продолжают своё путешествие по заражённой зомби-вириусом Америке и пытаются найти новых товарищей, но все их попытки оказываются безуспешны. Коламбус пытается заговорить с Вичитой, но все его попытки проваливаются. На следующий день группа выходит на улицу и встречает девушку Регину, которая соглашается пойти с ними. Но во время пути Регина подвергается нападению зомби и погибает из-за падения с моста. После этого герои попадают в заброшенный многоэтажный дом и встречают там молодого парня Юджина. Группе удаётся добраться до него, но Юджин погибает из-за провалившегося пола. После этого герои решают заглянуть в ещё один дом, но там на них нападают зомби-старики. В ходе небольшой схватки герои убивают обоих зомби. После этого они получают новые координаты от Детройт и направляются на юг. |            |                 |            |                      |                |

## Производство
В октябре 2011 года было объявлено, что компании Fox Broadcasting Company и Sony Pictures рассматривают создание телесериала, который будет показан на CBS, с Полом Верником и Реттом Ризом в качестве сценаристов, но также стало известно, что актёры из оригинального фильма не вернутся в сериале. Изначально планировалось, что сериал выйдет осенью 2012 года, но дата премьеры была перенесена. В январе 2013 года стало известно, что кастинг на главные роли в сериале только что завершился с некоторыми изменениями и добавлением двух новых персонажей — Атланты и Эйнсли.
В марте 2013 года было объявлено, что компания Amazon Studios заказала пилотный эпизод. К Ризу, Вернику и Полу присоединился режиссёр Илай Крэйг, который руководил съёмками пилотного эпизода. Тайлер Росс сыграл Коламбуса, Кирк Уорд сыграл Таллахасси, Майара Уолш сыграла Вичиту, а Изабела Видович сыграла Литл-Рок. Пилотный эпизод был выпущен в апреле 2013 года на стриминговых сервисах Lovefilm и Amazon Prime Video.
17 мая 2013 года Ретт Риз, создатель телеадаптации, объявил, что «Zомбилэнд» не будет запущен на Amazon в формате сериала. Риз прокомментировал негативную реакцию фанатов, сказав: «Я никогда не пойму, почему пилотная серия вызвала такую ненависть у преданных фанатов „Zомбилэнда“. Вы, ребята, крайне успешно уничтожили его, возненавидев».

## Критика
На сайте IMDb сериал получил среднюю оценку в 5.8 балла из 10 на основе 8300 оценок со стороны зрителей.
На сайте Metacritic «Zомбилэнд» получил положительную оценку в 7.8 балла из 10, что указывает на «в целом положительные отзывы».